# Marien rijk Oostelijke Indo-Pacific
Het Marien rijk Oostelijke Indo-Pacific (Engels: Eastern Indo-Pacific) is een biogeografisch rijk en ligt in in Oceanië in het centrale deel van de Grote Oceaan. Het marien rijk is vastgesteld door het World Wide Fund for Nature en The Nature Conservancy.
Naar het noorden ligt het marien rijk Gematigde Noordelijke Stille Oceaan, in het oosten aan het marien rijk Tropische Oostelijke Stille Oceaan, in het zuidoosten aan het marien rijk Gematigd Zuid-Amerika, in het zuiden aan het marien rijk Zuidelijke Oceaan, in het zuidwesten aan het marien rijk Gematigd Australazië en in het westen aan het marien rijk Centrale Indo-Pacific.

## Biogeografie
Het gebied kent zeeleven dat houdt van tropische temperaturen.

## Mariene ecoregio's
Deze mariene provincie bestaat uit 6 mariene provincies:
- Mariene provincie Hawaï (37)
- Mariene provincie Marshall-, Gilbert- en Ellice-eilanden (38)
- Mariene provincie Centraal-Polynesië (39)
- Mariene provincie Zuidoost-Polynesië (40)
- Mariene provincie Marquesas (41)
- Mariene provincie Paaseiland (42)